# Haute-Rivoire
Haute-Rivoire ist eine französische Gemeinde mit 1.425 Einwohnern (Stand 1. Januar 2022) im Département Rhône in der Region Auvergne-Rhône-Alpes. Sie gehört zum Arrondissement Lyon und zum Kanton L’Arbresle.

## Nachbargemeinden
Nachbargemeinden von Haute-Rivoire sind Saint-Clément-les-Places im Norden, Saint-Laurent-de-Chamousset im Nordosten, Les Halles im Osten, Souzy im Südosten, Meys im Süden, Virigneux (Loire) im Südwesten und Saint-Martin-Lestra (Loire) im Westen. Das Gemeindegebiet wird vom Fluss Toranche durchquert.

## Bevölkerungsentwicklung
| Jahr                       | 1962 | 1968 | 1975 | 1982 | 1990 | 1999 | 2013 |
| Einwohner                  | 1168 | 1132 | 1042 | 1014 | 1100 | 1182 | 1399 |
| Quellen: Cassini und INSEE |      |      |      |      |      |      |      |